# Acronicta telum
Acronicta telum är en fjärilsart som beskrevs av Achille Guenée 1852. Acronicta telum ingår i släktet Acronicta och familjen nattflyn. Inga underarter finns listade i Catalogue of Life.